# Строги природни резерват Црна река
Строги природни резерват Црна река обухвата кањон Црне реке, који се налази на планини Маљен, у близини одмаралишта Дивчибаре и на територији града Ваљева.

## О резервату
До кањона Црне реке се стиже од Дивчибара, пешачком стазом преко Стражаре и Љутог крша. Водоток Црне реке је дугачак око 8 км и на њој се налазе два водопада. У окружењу кањона се налазе још три резервата природе. То су Чалачки поток, Забалац и Вражји вир.

## Биљни свет
Подручје резервата је прекривено четинарским и листопадним шумама. Од четинарских врста заступљени су бели, црни бор, јеле, смрча, клека и планински бор, а од листопадних буква и бреза, бели јасен, храст, цер. Крајем априла јавља се најлепши цвет планине – нарцис, а поред њега могу се наћи и шумска јагода, дивља малина и купина.